# Xã Lockport, Michigan
Xã Lockport (tiếng Anh: Lockport Township) là một xã thuộc quận St. Joseph, tiểu bang Michigan, Hoa Kỳ. Năm 2010, dân số của xã này là 3.787 người.